# Miriam A. Ferguson
Miriam Amanda Wallace "Ma" Ferguson (13 de junio de 1875 - 25 de junio de 1961) fue una política estadounidense que sirvió dos mandatos no consecutivos como gobernadora de Texas: de 1925 a 1927 y de 1933 a 1935. Fue la primera gobernadora de Texas y la segunda gobernadora de cualquier Estado de los Estados Unidos, después de Nellie Tayloe Ross.
Ferguson nació como Miriam Amanda Wallace en el condado de Bell, Texas. Estudió en Salado College y Baylor Female College. Cuando tenía 24 años, se casó con James Edward Ferguson, un abogado, en la granja de su padre cerca de Belton en el condado de Bell, Texas.

## Primeros Años
Su apodo, "Ma", proviene de sus iniciales, "M. A.", y del hecho de que su esposo era conocido como "Pa" Ferguson. Tuvieron dos hijas: Ouida Wallace Ferguson y Dorrace Watt Ferguson.

## Inicios de Carrera Política
Su esposo se desempeñó como gobernador de Texas de 1915 a 1917. Durante su segundo mandato, fue investigado por el fiscal general del estado Dan Moody (quien, por cierto, la sucedería como gobernador en 1927 después de su primer mandato) por acciones que se habían tomado contra la Universidad de Texas. El Senado del Estado de Texas lo acusó, lo condenó por diez cargos y le prohibió volver a ocupar un cargo estatal en Texas.

## Elecciones de 1924 y primer mandato
Después del juicio político y la condena de su esposo, Ma Ferguson se postuló en las primarias para la nominación demócrata a gobernadora y tuvo éxito, con el apoyo abierto de su esposo, a quien dijo que consultaría para pedirle consejo. Fue elegida para el cargo en las elecciones generales de 1924.
Durante su campaña, dejó en claro que era una candidata títere de su esposo y dijo que los votantes obtendrían "dos gobernadores por el precio de uno". Sus discursos en mítines consistían en presentarlo y dejarlo subir a la plataforma. Un eslogan de campaña común era: "Yo por mamá, y no tengo nada malo contra papá". cuando Ma era gobernador".

## Elecciones de 1932 y segundo mandato
Después de su victoria en las primarias demócratas, Ferguson derrotó a George C. Butte, un destacado abogado y decano de la Universidad de Texas que emergió como el candidato republicano a gobernador más fuerte en Texas desde la Reconstrucción. Debido a la corrupción generalizada del mandato de su esposo, que resultó en su juicio político, miles de votantes cruzaron las líneas partidistas en las elecciones generales para votar por el candidato republicano. Los republicanos normalmente obtenían entre 11 000 y 30 000 votos para gobernador, pero Butte obtuvo casi 300 000 votos, muchos de ellos de mujeres y sufragistas. Todavía era principalmente un estado demócrata, y Ferguson recibió 422.563 votos (58,9 por ciento) frente a los 294.920 de Butte (41,1 por ciento). Butte había sido apoyado en las elecciones generales por el exgobernador William P. Hobby, quien sucedió a James Ferguson en 1917 y ganó un mandato completo en 1918.
En 1924, Ma Ferguson se convirtió en la primera directora ejecutiva electa de Texas.[Fue la segunda mujer gobernadora estatal en los Estados Unidos y la primera en ser elegida en una elección general. Nellie Tayloe Ross había prestado juramento como gobernadora de Wyoming para terminar el mandato no vencido de su difunto esposo dos semanas antes de la toma de posesión de Ferguson, aunque Ross y Ferguson ganaron sus respectivas elecciones el mismo día. El director de campaña de Ferguson fue Homer T. Brannon de Fort Worth, Texas.
En 1926, el fiscal general del estado, Dan Moody, que había investigado a su esposo por malversación de fondos y había recuperado $1 millón para los ciudadanos de Texas, compitió contra ella en una segunda vuelta electoral. Él la derrotó para convertirse en el próximo y más joven gobernador de Texas. El activismo sufragista proporcionó una contribución importante a su derrota, ya que estas mujeres apoyaron a Moody e hicieron campaña por él.
Ferguson se postuló nuevamente en 1932. Ganó por poco la nominación demócrata sobre el titular Ross S. Sterling, luego derrotó contundentemente al republicano Orville Bullington en las elecciones generales, 521.395 (61,6 por ciento) a 322.589 (38,1 por ciento). Fue un año de éxitos demócratas cuando Franklin D. Roosevelt fue elegido presidente de los Estados Unidos. Bullington era prima de la primera esposa de John G. Tower, futuro senador de los Estados Unidos por Texas. Le fue más fuerte que a la mayoría de los candidatos republicanos de Texas en ese período, pero no igualó la actuación de Butte en 1924 contra Ferguson.
El segundo mandato de Ferguson como gobernador fue menos controvertido que el primero. Se rumoreaba que los contratos de carreteras estatales se otorgaban solo a empresas que se anunciaban en el periódico de los Ferguson, Ferguson Forum. Un comité de la Cámara investigó los rumores, pero nunca se presentaron cargos. La Gran Depresión obligó a los gobiernos federal y estatal a reducir el personal y los fondos de sus organizaciones, y los Rangers de Texas  no fueron la excepción. El número de oficiales comisionados en la agencia de aplicación de la ley se redujo a 45, y el único medio de transporte que se les permitió a los Rangers de Texas  fueron pases de tren gratuitos o usar sus caballos personales. La situación empeoró para los Rangers cuando se enredaron en la política en 1932 al apoyar públicamente al gobernador Ross Sterling en su campaña de reelección sobre "Ma" Ferguson. Inmediatamente después de asumir el cargo en enero de 1933, procedió a dar de baja a todos los Rangers en servicio. La fuerza también vio sus salarios y fondos recortados por la Legislatura de Texas, y su número se redujo aún más a 32 hombres. El resultado fue que Texas se convirtió en un escondite seguro para los muchos criminales de la era de la Depresión que escapaban de la ley, como Bonnie y Clyde, George "Machine Gun" Kelly, Pretty Boy Floyd y Raymond Hamilton. El nombramiento apresurado de muchos Rangers no calificados para detener la creciente criminalidad resultó ineficaz.
La desorganización general de las fuerzas del orden público en el Estado de Texas convenció a los miembros de la Legislatura de que se requería una revisión a fondo del sistema de seguridad pública, y con ese propósito contrató los servicios de una firma consultora de Chicago. El informe resultante arrojó muchas conclusiones preocupantes, pero los hechos subyacentes básicos eran simples: los niveles de criminalidad en Texas eran extremadamente altos y los medios del estado para combatirlos carecían de fondos suficientes, no tenían suficiente personal, eran imprecisos, desorganizados y obsoletos. La recomendación de los consultores, además de aumentar los fondos, fue introducir una reorganización completa de las agencias de seguridad del estado; especialmente, para fusionar a los Rangers con la Patrulla de Caminos de Texas bajo una nueva agencia llamada Departamento de Seguridad Pública de Texas (DPS). Después de deliberar, la Legislatura estuvo de acuerdo con la sugerencia. La resolución que creó la nueva agencia estatal de aplicación de la ley se aprobó en 1935 bajo el siguiente gobernador de Texas, James V. Allred, y con un presupuesto inicial de $450,000, el DPS entró en funcionamiento el 10 de agosto.
En octubre de 1933, Ferguson promulgó el proyecto de ley 194 de la Cámara de Representantes de Texas, que fue fundamental para establecer la Universidad de Houston como una institución de cuatro años.

## Visión y políticas

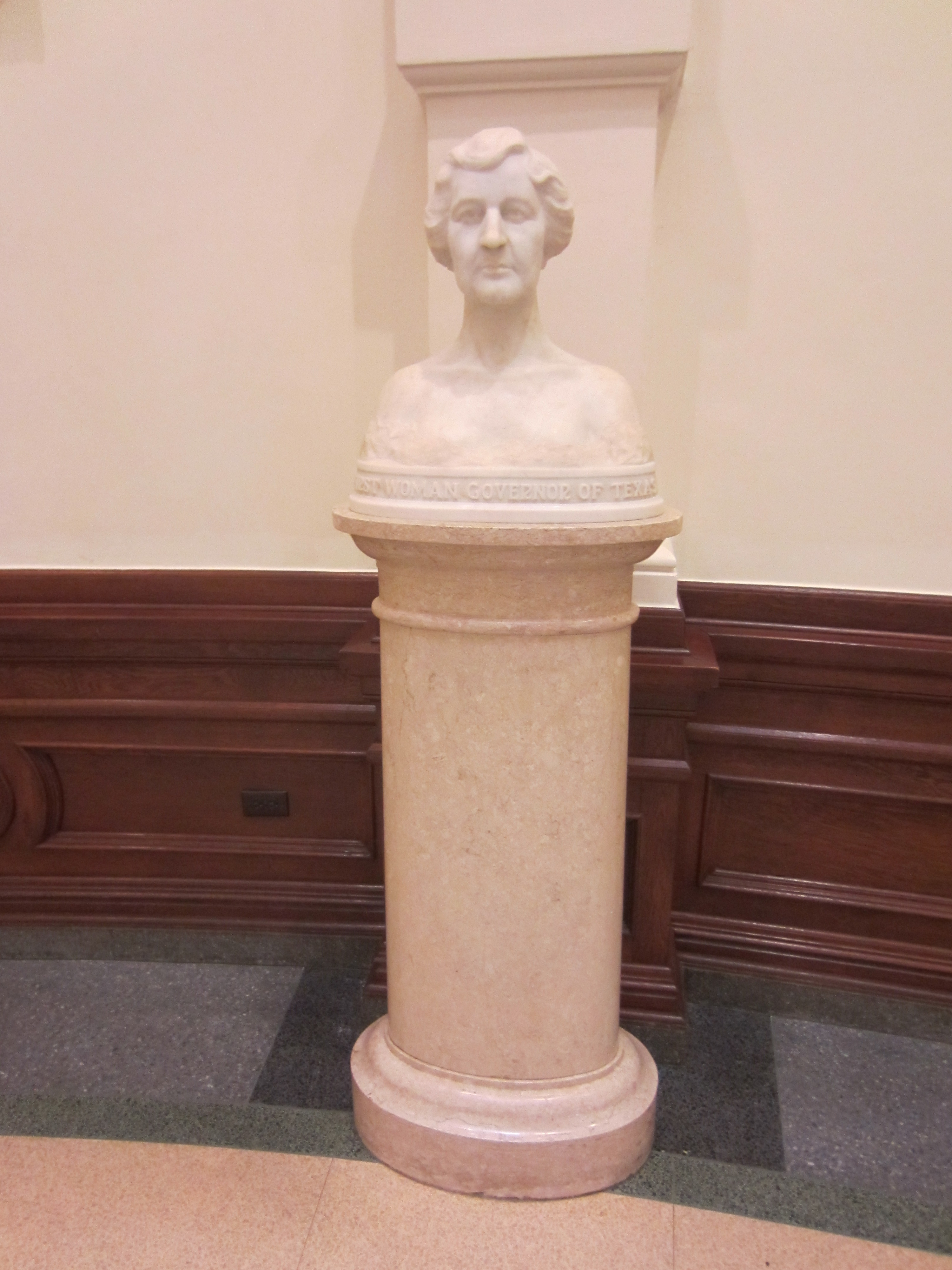
Busto de M. A. Ferguson realizada por Enrico Cerracchio

El "fergusonismo", como se llamó el tipo de populismo de los Ferguson, sigue siendo un tema controvertido en Texas. Como gobernadora, abordó algunos de los temas más difíciles del momento. Aunque abstemia como su marido, se alineó con los "mojados" en la batalla por la prohibición. Se opuso al Ku Klux Klan, que estaba en declive después de 1925 debido a un escándalo sexual y de asesinato a nivel nacional por parte de su presidente, David Curtis "Steve" Stephenson.
Ferguson ha sido descrita como un conservador fiscal, pero también impulsó un impuesto estatal sobre las ventas y un impuesto sobre la renta empresarial. A menudo se le atribuye una cita que supuestamente se refiere al bilingüismo en las escuelas de Texas: "Si el inglés era lo suficientemente bueno para Jesucristo, debería ser lo suficientemente bueno para los niños de Texas". Las variaciones de esta declaración datan de 1881. , y a menudo se usaban para ridiculizar el supuesto atraso de varios cristianos no identificados. Ferguson no originó la cita.
Ferguson emitió casi 4.000 indultos durante sus dos mandatos no consecutivos en el cargo, muchos de ellos para liberar a personas que habían sido condenadas por violar las leyes de prohibición. En 1930, entre los mandatos de Ferguson, la secretaria de Estado de Texas, Jane Y. McCallum, publicó un panfleto en el que criticaba los numerosos indultos de prisioneros del exgobernador. Aunque nunca se probaron, persistieron los rumores de que había indultos disponibles a cambio de pagos en efectivo al esposo de la gobernadora. En 1936, los votantes aprobaron una enmienda a la constitución estatal que despojaba al gobernador del poder de otorgar indultos y otorgaba ese poder a una Junta de Indultos y Libertad Condicional de Texas políticamente independiente.

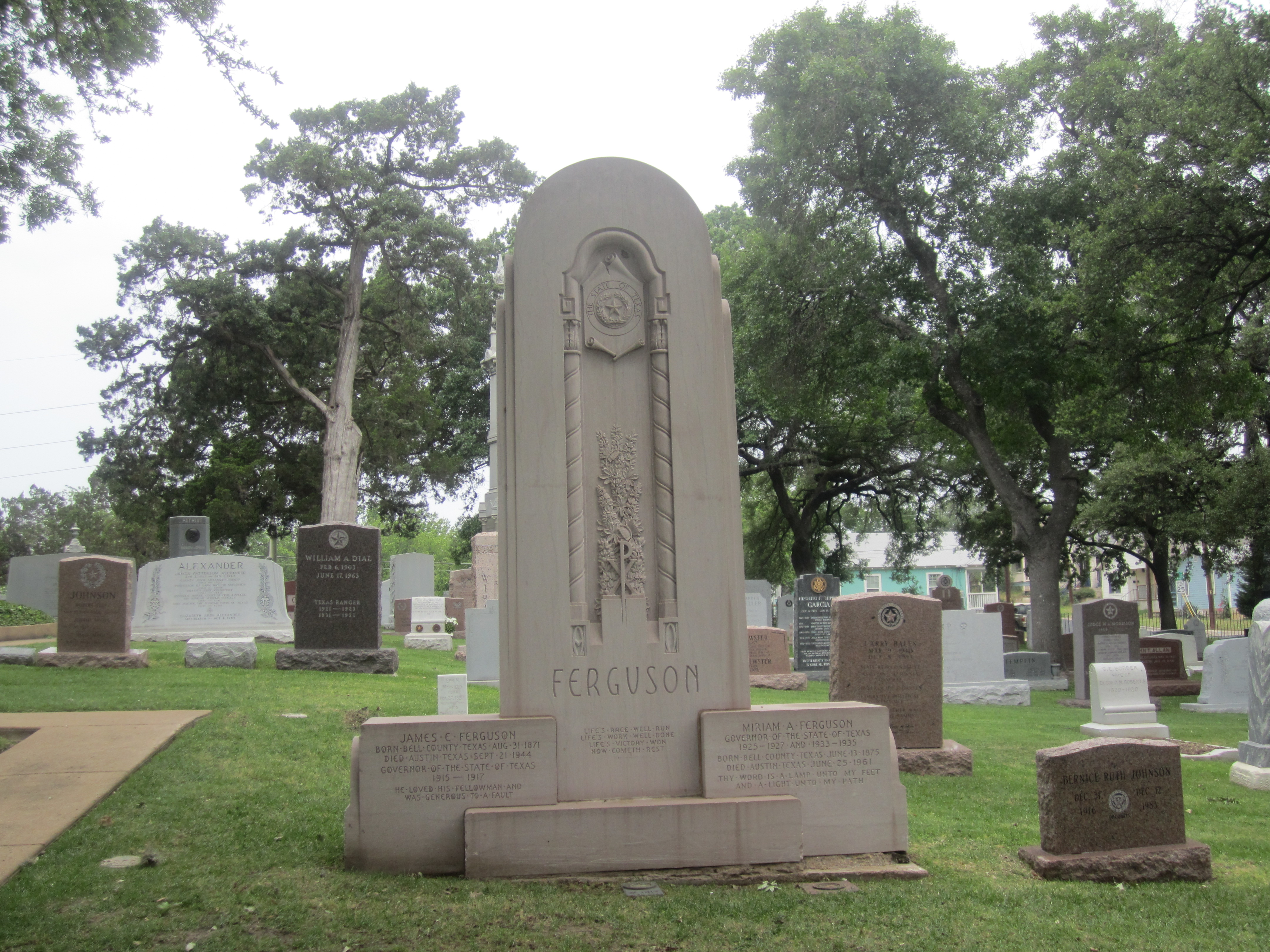
Monumento de los Gobernadores Ferguson en el Cementerio Estatal de Texas en Austin, Texas

## Vida después de la Gobernatura y Fallecimiento
A excepción de un intento fallido de reemplazar al gobernador W. Lee "Pappy" O'Daniel en 1940, los Ferguson permanecieron retirados de la vida política después de 1935. En la campaña de 1940, Ma Ferguson siguió al principal rival de O'Daniel, Ernest O. Thompson de Amarillo , quien fue Comisionado de Ferrocarriles de Texas.
Su esposo, James, murió de un derrame cerebral en 1944. Miriam Ferguson murió de insuficiencia cardíaca congestiva en 1961 a la edad de 86 años. Fue enterrada en el cementerio estatal de Texas en Austin.

## Enlace
- Esta obra contiene una traducción  derivada de «Miriam A. Ferguson» de Wikipedia en inglés, publicada por sus editores bajo la Licencia de documentación libre de GNU y la Licencia Creative Commons Atribución-CompartirIgual 4.0 Internacional.

- Datos: Q449664
- Multimedia: Miriam A. Ferguson / Q449664